# Enrique Vegas
Enrique Vicente Vegas, que firma simplemente como Enrique Vegas, es un historietista español (Segovia, 1967), célebre por sus versiones paródicas de películas y cómics de éxito, cuyos protagonistas vuelve rechonchos y cabezones. Con un estilo realista inspirado en John Buscema y Alfredo Alcalá, publicó ilustraciones en los tebeos de Conan editados por Planeta hasta que entró a trabajar en un estudio de animación, donde pulirá ya su estilo característico. Como parte entonces del denominado Estudio Dece, del que también formaban parte Carlos J. Olivares, Daniel Suárez y Juan M. Vicente, publicó los dos números de la serie Arbillos (1999 y 2000), en los que parodiaban las películas Aliens y Depredador.
Ya en solitario y habiéndose trasladado a Santander continuó realizando parodias de superhéroes y éxitos cinematográficos (Spider-Man y Blade en 2002, Hulk, Matrix y X-Men en 2003, Hellboy en 2004) para la editorial Dude Comics, que alternaba con Kobe, una serie más personal ambientada en el Japón feudal. Como prueba de su popularidad, obtuvo el premio del público al mejor autor revelación en el Salón del Cómic de Barcelona de 2004.
Tras el cierre de Dude, pasó a Editorial Dolmen, centrándose en películas de éxito como Kill Bill, Piratas del pusey y Star Wars en 2005 6, 300 en 2007 e Indiana Jones en 2008. Participó también en las obras colectivas Bull Damn City con Joan Fuster, Pere Pérez, Kenny Ruiz, Víctor Santos, y su propio hermano Juanmi Vegas, y Sustentum. Historias que se sostienen (2009, Consejería de Medio Ambiente de Cantabria) con Iñigo Ansola, David Baldeón, Álvaro Iglesias, Pedro Soto, Laura y Ricardo Súa. Entre 2005 y 2008, también realizó una viñeta semanal para el periódico "Gente Santander".
Desde 2007, Dolmen editorial comenzó a editar la Colección Enrique V. Vegas, que reúne en tomos de alrededor de 100 páginas algunas de las obras del autor que duraron más de un comic-book. Además, estos tomos incluyen bocetos, páginas extras (como el final de Kobe) o incluso historias preparadas directamente para este formato (El cabezón de los Anillos). En la actualidad, cuenta con los siguientes tomos:
- El cabezón de las galaxias
- Kobe
- Cabezón Jones
- Matris
- Espiderman
- El cabezón de los Anillos

Además, ha colaborado esporádicamente en otro tipo de publicaciones, como en los juegos de rol ERT: La era de los poderes o Microscopia.

## Obra
| Años      | Título                                                  | Autor                                                   | Color                           | Género       | Formato                 | Publicación                               |
| --------- | ------------------------------------------------------- | ------------------------------------------------------- | ------------------------------- | ------------ | ----------------------- | ----------------------------------------- |
| 1999      | Arbillos                                                | Studio Dece                                             | B/N                             | Parodia      | Comic book              | Dude Comics                               |
| 2000      | Cambotero                                               | Studio Dece                                             | B/N                             | Parodia      | Comic book              | Dude Comics                               |
| 2002      | Es-Piderman                                             | Enrique V. Vegas                                        | B/N                             | Parodia      | Comic book              | Dude Comics                               |
| 2004-2005 | Trilogía Matris                                         | Enrique V. Vegas                                        | B/N                             | Parodia      | Trilogía de Comic books | Dude Comics                               |
| 2005      | Bill Kill A todo volumen                                | Enrique V. Vegas                                        | B/N                             | Parodia      | Comic book              | Dolmen editorial                          |
| 2005-2006 | Trilogía Los Cabezones de las Galaxias                  | Enrique V. Vegas                                        | B/N                             | Parodia      | Tres comic books        | Dolmen editorial                          |
| 2006      | Residente Vil                                           | Enrique V. Vegas                                        | B/N                             | Parodia      | Comic book              | Dolmen editorial                          |
| 2006      | Microscopia                                             | David Monedero, Enrique V. Vegas (ilustraciones)        | B/N                             | Juego de rol | Comic book              | Asociación amigos de la narración gráfica |
| 2007      | 600                                                     | Enrique V. Vegas                                        | B/N                             | Parodia      | Apaisado                | Dolmen editorial                          |
| 2008      | Los Cabezones del Caribe                                | Enrique V. Vegas                                        | B/N                             | Parodia      | Comic book              | Dolmen editorial                          |
| 2008      | Trilogía Cabezón Jones                                  | Enrique V. Vegas                                        | B/N                             | Parodia      | Comic book              | Dolmen editorial                          |
| 2009      | Arma XL                                                 | Enrique V. Vegas                                        | B/N                             | Parodia      | Comic book              | Dolmen editorial                          |
| 2009      | Soy Leyendón                                            | Enrique V. Vegas                                        | B/N                             | Parodia      | Comic book              | Dolmen editorial                          |
| 2010      | Leinad                                                  | Enrique V. Vegas                                        | José Luis Expósito              | Aventuras    | Álbum                   | Dolmen editorial                          |
| 2011      | Thorr                                                   | Enrique V. Vegas                                        | B/N                             | Parodia      | Comic book              | Dolmen editorial                          |
| 2011      | Capitán Cabezón                                         | Enrique V. Vegas                                        | B/N                             | Parodia      | Comic book              | Dolmen editorial                          |
| 2011      | Leinad: La tumba del Rey                                | Enrique V. Vegas                                        | José Luis Expósito              | Aventuras    | Álbum                   | Dolmen editorial                          |
| 2012      | El Cabezón Oscuro                                       | Enrique V. Vegas                                        | B/N                             | Parodia      | Comic book              | Dolmen editorial                          |
| 2012      | El Cabezón de los Anillos                               | Enrique V. Vegas                                        | B/N                             | Parodia      | Tomo                    | Dolmen editorial                          |
| 2012      | Operación Cabezón                                       | Enrique V. Vegas                                        | B/N                             | Parodia      | Comic book              | Dolmen editorial                          |
| 2013      | Cabezón de Acero                                        | Enrique V. Vegas                                        | B/N                             | Parodia      | Comic Book              | Dolmen editorial                          |
| 2015      | Jarripoter: el mago cabezón                             | Enrique V. Vegas                                        | B/N                             | Parodia      | Tomo                    | Dolmen editorial                          |
| 2015      | Dulces Sueños                                           | Enrique V. Vegas                                        | B/N                             | Aventuras    | Tomo                    | Dolmen editorial                          |
| 2015      | El jobbit                                               | Enrique V. Vegas                                        | B/N                             | Parodia      | Parodia                 | Dolmen editorial                          |
| 2016      | Los cabezones de las galaxias: El despertar del cabezón | Enrique V. Vegas                                        | B/N                             | Parodia      | Tomo                    | Dolmen editorial                          |
| 2016      | Mac Max                                                 | Enrique V. Vegas                                        | B/N                             | Parodia      | Comic book              | Dolmen editorial                          |
| 2017      | Juego de cabezones                                      | Enrique V. Vegas                                        | B/N                             | Parodia      | Tomo                    | Dolmen editorial                          |
| 2018      | Los cabezones de las galaxias: El último cabezón        | Enrique V. Vegas                                        | B/N                             | Parodia      | Tomo                    | Dolmen editorial                          |
| 2018      | Juego de cabezones 2: Choque de cabezones               | Enrique V. Vegas                                        | B/N                             | Parodia      | Tomo                    | Dolmen editorial                          |
| 2018      | Juego de cabezones 3: Tormenta de cabezones             | Enrique V. Vegas                                        | B/N                             | Parodia      | Tomo                    | Dolmen editorial                          |
| 2019      | Cabezones reunidos: El cabezón del infinito             | Enrique V. Vegas                                        | B/N                             | Parodia      | Tomo                    | Dolmen editorial                          |
| 2020      | Juego de cabezones 4: Cabezones de invierno             | Enrique V. Vegas                                        | B/N                             | Parodia      | Tomo                    | Dolmen editorial                          |
| 2020      | Los cabezones de las galaxias: El ascenso del cabezón   | Enrique V. Vegas                                        | B/N                             | Parodia      | Tomo                    | Dolmen editorial                          |
| 2020      | El cabezoniano                                          | Enrique V. Vegas                                        | Daniel Seijas, Mr. Jab Doodles  | Parodia      | Tomo                    | Dolmen editorial                          |
| 2020      | Diarios de guerra                                       | Enrique V. Vegas                                        | B/N                             | Bélico       | Tomo                    | Dolmen editorial                          |
| 2021      | Mitos de Cantabria. Cuaderno de campo                   | Jesús Herrán Ceballos, Enrique V. Vegas (ilustraciones) | Enrique V. Vegas                | Divulgación  | Tomo                    | Ediciones Valnera                         |
| 2021      | Leinad: Integral                                        | Enrique V. Vegas                                        | José Luis Expósito y José Arnau | Aventuras    | Álbum                   | Dolmen editorial                          |
| 2023      | El Cabezoniano: Temporada dos                           | Enrique V. Vegas                                        | José Arnau                      | Parodia      | Álbum                   | Dolmen editorial                          |
| 2022      | Repredator                                              | Enrique V. Vegas                                        | B/N                             | Parodia      | Tomo                    | Dolmen editorial                          |
| 2022      | El nuevo Espiderman                                     | Enrique V. Vegas                                        | B/N                             | Parodia      | Tomo                    | Dolmen editorial                          |
| 2022      | La reunión                                              | Enrique V. Vegas                                        | B/N                             | Parodia      | Comic book              | FNAC                                      |
| 2023      | El diario de Bob Fett                                   | Enrique V. Vegas                                        | José Arnau                      | Parodia      | Álbum                   | Dolmen editorial                          |